# Grayson Murphy
Pour les articles homonymes, voir Murphy.
Grayson Murphy, née le 28 juin 1995 à Salt Lake City, est une coureuse de fond américaine. Elle a remporté deux titres de championne du monde de course en montagne.

## Biographie
Elle commence le football à six ans et envisage d'y poursuivre sa carrière sportive. Lorsqu'elle entre au collège de Sweet Briar, elle se rend compte que l'entraînement nécessaire pour poursuivre une carrière en football ne lui convient pas. Elle décide de tout plaquer et entre à l'université de Santa Clara. Elle s'y découvre une nouvelle passion pour l'athlétisme. En 2017, elle rentre dans sa ville d'origine de Salt Lake City pour terminer ses études à l'université de l'Utah,.
Lorsqu'elle termine son bachelor en ingénierie civile au printemps 2018, elle signe un contrat de sportive professionnelle. Elle se spécialise d'abord en 3000 m steeple et termine septième aux Championnats des États-Unis d'athlétisme 2018 à Des Moines. Elle s'essaie ensuite avec succès aux courses sur route. Elle termine deuxième de la Deseret News 10K à Salt Lake City et de la Great Cow Harbor 10K à Long Island.
Le 16 février 2019, elle termine sixième des championnats NACAC de cross-country à Port-d'Espagne et y remporte l'or par équipes. Le 27 juin 2019, elle court sa première course de montagne à Brighton ski resort. Elle termine deuxième derrière Morgan Arritola. Le 10 août, elle prend le départ du trail très technique de Bridger Ridge Run. Elle termine deuxième derrière Kristina Trygstad-Saari, les deux terminant sous le précédent record féminin. Elle prend ensuite part à la course de montagne de Waterville Valley le 29 septembre qui compte comme championnats des États-Unis. Elle remporte le titre et est sélectionnée pour les championnats du monde de course en montagne à Villa La Angostura,. Avec l'absence imprévue de la favorite Lucy Wambui Murigi, elle domine la course et remporte son premier titre mondial.
Début septembre 2021, elle se rend en Italie pour prendre part aux deux courses du Trophée Nasego comptant comme manches de la Coupe du monde de course en montagne. Courant pour la première fois en Europe et découvrant la discipline du kilomètre vertical, elle offre un duel serré face à Andrea Mayr sur le Vertical Nasego. Attaquant dès le début, elle voit cependant l'Autrichienne, plus expérimentée sur ce genre d'épreuve, la doubler pour la victoire. Grayson prend sa revanche le lendemain en menant la course du Trophée Nasego de bout en et bout et en s'imposant avec plus de deux minutes d'avance sur Andrea. Elle établit un nouveau record féminin du parcours en 1 h 45 min 56 s.
Le 29 avril 2023, elle domine l'épreuve de montée des championnats des États-Unis de course en montagne à Sunapee. Le lendemain, elle lutte en tête de course avec Allie McLaughlin sur l'épreuve de montée et descente mais tire avantage des sections plates pour se détacher en tête et s'offrir les deux titres. Le 7 juin, elle prend le départ de l'épreuve de montée aux championnats du monde de course en montagne et trail à Innsbruck. Voyant sa compatriote Allie McLaughlin attaquer en début de course, puis lever le pied, elle attend la seconde partie de course pour accélérer et doubler ses adversaires. Elle remonte jusque derrière le duo de tête et s'offre la médaille de bronze. Trois jours plus tard, elle s'élance sur l'épreuve de montée et descente et s'empare rapidement des commandes de la course qu'elle mène sur un rythme soutenu. À la fin de la première boucle, elle voit revenir sur elle la Suédoise Tove Alexandersson qui parvient à passer brièvement en tête. Grayson Murphy accélère dans la montée pour reprendre son bien. Luttant au coude-à-coude avec la Suédoise, elle parvient à faire la différence dans la dernière descente lorsque cette dernière ne parvient plus à suivre le rythme de l'Américaine. Grayson Murphy remporte ainsi son deuxième titre mondial.

## Palmarès

### Route
| Année | Compétition                 | Lieu           | Place | Épreuve       | Performance     |
| ----- | --------------------------- | -------------- | ----- | ------------- | --------------- |
| 2018  | Deseret News 10K            | Salt Lake City | 2e    | 10 kilomètres | 33 min 11 s     |
| 2018  | Great Cow Harbor 10K        | Long Island    | 2e    | 10 kilomètres | 33 min 51 s     |
| 2019  | Hobbler Half Marathon       | Springville    | 1re   | Semi-marathon | 1 h 15 min 11 s |
| 2019  | Semi-marathon de Huntsville | Huntsville     | 1re   | Semi-marathon | 1 h 12 min 23 s |

### Course en montagne
| no  | féminin            | Course                                                                 | Longueur | Départ            | Temps           |
| --- | ------------------ | ---------------------------------------------------------------------- | -------- | ----------------- | --------------- |
| 12e | Médaille d'argent  | Cirque Series - Brighton                                               | 10,8 km  | 27 juin 2019      | 1 h 22 min 12 s |
| 6e  | Médaille d'or      | Cirque Series - Sun Valley                                             | 15,4 km  | 24 août 2019      | 1 h 26 min 5 s  |
| 1re | Médaille d'or      | Championnats des États-Unis de course en montagne                      | 11,3 km  | 29 septembre 2019 | 1 h 1 min 45 s  |
| 1re | Médaille d'or      | Championnats du monde de course en montagne                            | 14,7 km  | 15 novembre 2019  | 1 h 15 min 20 s |
| 17e | Médaille d'or      | Championnats des États-Unis de course en montagne                      | 9,6 km   | 15 août 2021      | 43 min 22 s     |
| 14e | Médaille d'argent  | Vertical Nasego                                                        | 3,7 km   | 4 septembre 2021  | 40 min 8 s      |
| 19e | Médaille d'or      | Trophée Nasego                                                         | 20,6 km  | 5 septembre 2021  | 1 h 45 min 56 s |
| 5e  | Médaille d'or      | Canfranc-Canfranc 16K                                                  | 16 km    | 12 septembre 2021 | 1 h 57 min 43 s |
| 17e | Médaille d'or      | Mémorial Partigiani Stellina                                           | 14,4 km  | 28 août 2022      | 1 h 32 min 43 s |
| 13e | Médaille d'or      | Championnats des États-Unis de course en montagne - Montée             | 6,4 km   | 29 avril 2023     | 35 min 47 s     |
| 19e | Médaille d'or      | Championnats des États-Unis de course en montagne - Montée et descente | 14,4 km  | 30 avril 2023     | 1 h 8 min 56 s  |
| 3e  | Médaille de bronze | Championnats du monde de course en montagne - Montée                   | 7,1 km   | 7 juin 2023       | 49 min 22 s     |
| 1re | Médaille d'or      | Championnats du monde de course en montagne - Montée et descente       | 15,0 km  | 10 juin 2023      | 1 h 4 min 29 s  |
| 25e | Médaille d'or      | Championnats des États-Unis de course en montagne - Montée et descente | 14,0 km  | 13 juillet 2024   | 1 h 36 min 17 s |

### Trail
| no  | féminin            | Course                      | Longueur | Départ          | Temps           |
| --- | ------------------ | --------------------------- | -------- | --------------- | --------------- |
| 21e | Médaille de bronze | Four Sisters Mountain Trail | 22 km    | 27 avril 2024   | 2 h 34 min 24 s |
| 20e | Médaille de bronze | Speedgoat 50K               | 52 km    | 26 juillet 2025 | 6 h 2 min 36 s  |

## Records
| Épreuve              | Épreuve              | Performance    | Date            | Lieu          |
| -------------------- | -------------------- | -------------- | --------------- | ------------- |
| 1 500 mètres         | Plein air            | 4 min 27 s 67  | 14 mai 2016     | San Francisco |
| 3 000 mètres         | Plein air            | 10 min 48 s 21 | 16 avril 2015   | Walnut        |
| 5 000 mètres         | Plein air            | 15 min 25 s 84 | 15 mai 2021     | Irvine        |
| 5 000 mètres         | En salle             | 15 min 44 s 45 | 2 décembre 2017 | Boston        |
| 10 000 mètres        | 10 000 mètres        | 32 min 28 s 09 | 29 mars 2019    | Palo Alto     |
| 3 000 mètres steeple | 3 000 mètres steeple | 9 min 25 s 37  | 20 juin 2021    | Eugene        |
| 5 kilomètres         | 5 kilomètres         | 16 min 21 s    | 6 novembre 2021 | New York      |
| 10 kilomètres        | 10 kilomètres        | 31 min 53 s    | 11 juin 2022    | New York      |
| 15 kilomètres        | 15 kilomètres        | 50 min 14 s    | 20 mars 2021    | Jacksonville  |
| 10 miles             | 10 miles             | 54 min 51 s    | 6 octobre 2019  | Minneapolis   |